# Nils Höglander
Nils Höglander (Bockträsk, Suecia, 20 de diciembre de 2000) es un jugador profesional sueco de hockey sobre hielo que se desempeña en la posición de extremo izquierdo en Vancouver Canucks, equipo de la National Hockey League (NHL).

## Carrera
Fue seleccionado en la segunda ronda en la NHL Entry Draft de 2019. En 2020 hizo su debut profesional con el equipo Vancouver Canucks, donde lleva jugando cuatro temporadas.